# Galeries nationales du Grand Palais
Les galeries nationales du Grand Palais sont des espaces d'expositions créés en 1964 dans une partie de l'aile nord du Grand Palais. Elles accueillent simultanément deux expositions temporaires dont les entrées se situent avenue du Général Eisenhower et avenue Winston-Churchill. 

## Historique

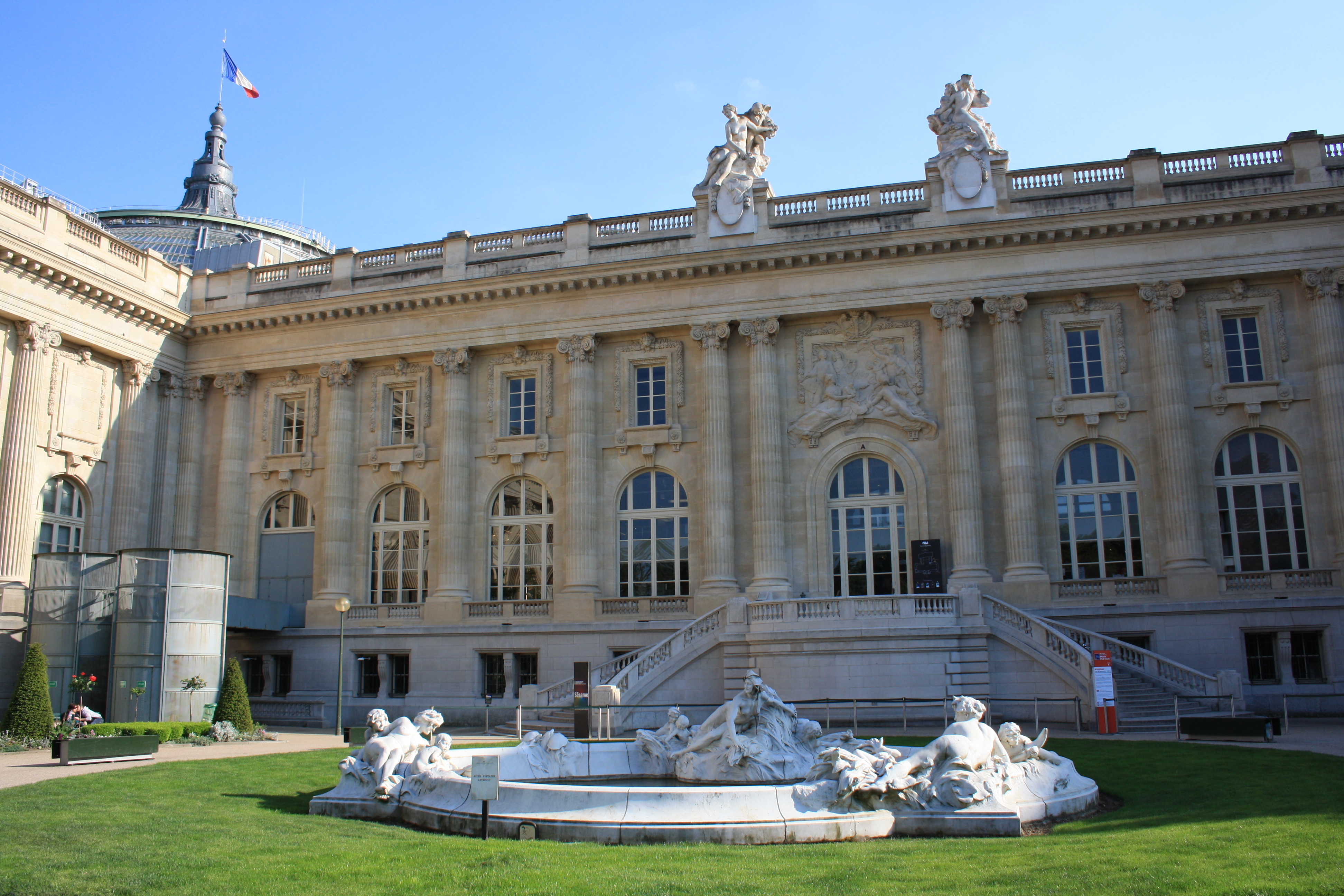
Façade côté jardins (Galeries nationales), avec la fontaine Miroir d'eau, la Seine et ses affluents.

En 1964, à la demande d'André Malraux alors ministre des Affaires culturelles, Reynold Arnould transforme une partie de l'aile nord du Grand Palais, en Galeries nationales destinées à recevoir de grandes expositions temporaires. Sont ainsi présentées en 1966, une rétrospective du peintre Pablo Picasso et une importante présentation d’art africain.
En 1977-1978, à l'occasion du quadricentenaire de la naissance de Pierre Paul Rubens, se tient l'exposition « Le siècle de Rubens dans les collections publiques françaises ».
De très nombreuses expositions de peintres classiques, impressionnistes (Renoir), et modernes (Zao Wou-Ki, Prassinos, Mušič, Bazaine, Manessier) y ont été organisées.
En décembre 2020, tous les espaces d'exposition sont fermés afin de procéder à une nouvelle rénovation avant les Jeux olympiques de Paris de 2024.

## Expositions depuis 2009
- 2009
  - Emil Nolde (25 septembre 2008 - 19 janvier 2009)
  - Picasso et les maîtres (8 octobre 2008 - 2 février 2009)
  - Le grand monde d'Andy Warhol (18 mars 2009 - 13 juillet 2009)
  - Une image peut en cacher une autre (8 avril 2009 - 6 juillet 2009)
  - Renoir au XXe siècle (23 septembre 2009 - 4 janvier 2010)
  - De Byzance à Istanbul (10 octobre 2009 - 25 janvier 2010)
- 2010
  - Turner et ses peintres (22 février 2010 - 24 mai 2010)
  - La voie du Tao, un autre chemin de l'être (31 mars 2010 - 5 juillet 2010)
  - France 1500, entre Moyen Âge et Renaissance (6 octobre 2010 - 10 janvier 2011)
  - Claude Monet (22 septembre 2010 - 24 janvier 2011)
- 2011
  - Nature et idéal, le paysage à Rome, 1600-1650 (9 mars 2011 - 6 juin 2011)
  - Odilon Redon, Prince de rêve 1840-1916 (23 mars 2011 - 20 juin 2011)
  - Des jouets et des hommes (14 septembre 2011 - 23 janvier 2012)
  - Matisse, Cézanne, Picasso… l'aventure des Stein (5 octobre 2011 - 22 janvier 2012)
- 2012
  - Edward Hopper (10 octobre 2012 - 3 février 2013)
  - La France en relief (18 janvier 2012 - 17 février 2012)
  - Beauté animale (21 mars 2012 - 16 juillet 2012)
  - Helmut Newton - L'artiste et son modèle (24 mars 2012 - 17 juin 2012)
  - Bohèmes (26 septembre 2012 - 14 janvier 2013)
- 2013
  - Dynamo. 1913-2013, un siècle de lumière et de mouvement dans l’art (10 avril 2013 - 22 juillet 2013)
  - Félix Vallotton, le feu sous la glace (2 octobre 2013 - 20 janvier 2014)
  - Cartier, le style et l’histoire (4 décembre 2013 - 16 février 2014)
  - Georges Braque (18 septembre 2013 - 6 janvier 2014)
- 2014
  - Bill Viola (5 mars 2014 - 21 juillet 2014)
  - Moi, Auguste, Empereur de Rome… (19 mars 2014 - 13 juillet 2014)
  - Robert Mapplethorpe (26 mars 2014 - 13 juillet 2014)
  - Guerre et paix de Portinari (7 mai 2014 - 9 juin 2014)
  - Niki de Saint Phalle (17 septembre 2014 - 2 février 2015)
  - Hokusai (1er octobre 2014 - 18 janvier 2015)
- 2015
  - Jean Paul Gaultier (1er avril 2015 - 3 août 2015)[2]
  - Élisabeth Louise Vigée Le Brun (1755-1842) (23 septembre 2015 - 11 janvier 2016)[3]
  - Picasso.Mania (7 octobre 2015 - 29 février 2016)[4]
  - Lucien Clergue : les premiers albums (14 novembre 2015-15 février 2016)[5]
  - Volez, voguez, voyagez - Louis Vuitton (4 décembre 2015 - 21 février 2016)[6]
- 2016
  - Carambolages (2 février 2016 - 4 juillet 2016)[7]
  - Seydou Keïta (31 mars 2016 - 11 juillet 2016)[8]
  - Amadeo de Souza-Cardoso (20 avril 2016-18 juillet 2016)[9]
  - La terre, le feu, l'esprit : chefs-d'œuvre de la céramique coréenne (27 avril 2016 - 20 juin 2016)[10]
  - Monumenta 2016. Huang Yong Ping - Empires (8 mai 2016 - 18 juin 2016)[11]
  - Hergé (28 septembre 2016 - 15 janvier 2017)[12]
  - Mexique (1900-1950) : Diego Rivera, Frida Kahlo, José Clemente Orozco et les avant-gardes (5 octobre 2016 - 23 janvier 2017)[13],[14].
- 2017
  - Jardins (15 mars - 24 avril 2017)[15]
  - Rodin. L'exposition du centenaire (22 mars - 31 juillet 2017)[16]
  - Des grands Moghols aux maharajahs. Joyaux de la collection Al Thani (29 mars - 5 juin 2017)[17]
  - Irving Penn (21 septembre 2017 - 29 janvier 2018)[18]
  - Paul Gauguin. L'alchimiste (11 octobre 2017 - 22 janvier 2018)[19]
- 2018
  - Kupka. Pionnier de l'abstraction[20] (21 mars - 30 juillet 2018)
  - Artistes & Robots[21] (5 avril - 9 juillet 2018)
  - Éblouissante Venise[22] (26 septembre 2018 - 21 janvier 2019)
  - Mirò[23] (3 octobre 2018 - 4 février 2019)
  - Michael Jackson. On The Wall[24] (23 novembre 2018 - 14 février 2019)
- 2019
  - Rouge. Art et utopie au pays des soviets[25] (20 mars - 1er juillet 2019)[26]
  - La Lune : du voyage réel aux voyages imaginaires[27] (3 avril - 22 juillet)[28]
  - Toulouse-Lautrec. Résolument moderne[29] (9 octobre 2019 - 27 janvier 2020)
  - Greco[30] (16 octobre 2019 - 10 février 2020)
- 2020
  - Pompéi[31] (1er juillet 2020 - 29 octobre 2020)

## Deux expositions notables

### «Picasso et les maîtres» (2008)
- Commissaires d'exposition : Anne Baldassari et Marie-Laure Bernadac.
- budget : 4,7 millions d'euros.
- 783 352 visiteurs.

Avec l’exposition « Picasso et les maîtres », des records ont été atteints. Avec un budget de 4,7 millions d’euros, il s’agit du budget le plus élevé pour une exposition en France. Il se compose principalement des lignes suivantes : un million pour le transport, 716 000 en scénographie et 790 000 en assurance pour la partie non couverte par l’État. La valeur totale des œuvres assurées était de 2 milliards d’euros. Jamais une exposition en France n’avait connu une telle valeur. Cette exposition a engendré un bénéfice d’un million d’euros. Le retour sur investissement est substantiel 21 % pour quatre mois d’expositions. Il faut tempérer ce ratio et ne pas oublier qu’une telle exposition représente plusieurs mois voire plusieurs années d’organisation.
Pablo Picasso ne plagie pas les maîtres, il s'approprie leurs toiles et les réinvente. L'unique copie de l'exposition est son Portrait de Philippe IV, d'après Vélasquez, qui est déjà une relecture de l'œuvre de son compatriote. À l'origine de ce projet, le musée Picasso a prêté de nombreux tableaux, tout comme le musée du Louvre, le musée d'Orsay, des musées étrangers et des collections privées.
L'exposition s'ouvre sur une série d'autoportraits qui retrace la filiation picturale du maître du cubisme : El Greco, Poussin, Rembrandt, Goya, Delacroix, Cézanne et Gauguin.
Tout au long du parcours, les œuvres de Picasso sont présentées en contrepoint de celles de ses précurseurs. Cependant, l'exercice ne se réduit pas à un jeu de correspondances binaires. D'autres ensembles montrent comment Picasso a créé des séries d'œuvres d'après certaines toiles de ses maîtres, comme pour Les Ménines de Vélasquez, réinterprétées quarante-quatre fois en six mois durant l'année 1957.
Aux côtés de l'Olympia de Manet, venue du musée d'Orsay, ces toiles figurent dans la salle des grands nus qui clôt l'exposition.

### «Monet» (2010)
- L'exposition se déroule en collaboration avec le musée d'Orsay. Il y a plusieurs commissaires d'expositions : Sylvie Patin, Anne Roquebert et Richard Thomson.
- Chaque tableau présent était estimé au moins à 18 millions d'euros.
- 911 600 personnes se sont déplacées sur les quatre mois de l'exposition[34].

L’exposition de Claude Monet (1840-1926) se déroule au Grand-Palais, elle rend hommage au chef de file des impressionnistes. Près de deux cents toiles sont exposées. Il s’agit de la première rétrospective monographique depuis 1980. L’exposition est fragmentée en plusieurs sections chronologiques. Chaque section est désignée par un titre ou une période. Les trois grands axes majeurs sont Monet et la France, figures et natures mortes puis rêves et réflexion. Toute sa vie, Monet a observé et peint ; l'exposition des Galeries nationales du Grand Palais propose le voyage intérieur de l'artiste.
L'exposition commence par la forêt de Fontainebleau avec Le pavé de Chailly en 1865. À cette période, Monet repart sur les traces de l’école de Barbizon. Accompagné de Frédéric Bazille, il s’éloigne de l’atelier Charles Gleyre. Par la suite, Monet voyage jusqu’en Normandie où il peint des paysages de son enfance. La mer, les bateaux sont les motifs récurrents dans ses compositions comme le montre Le Bord de mer à Honfleur de 1864. Les motifs floraux et le goût pour les paysages sont annonciateurs de l’impressionnisme. Son intérêt se porte sur les effets de lumière qui changent suivant les heures et les saisons. L’évolution de l’industrie donnera à Monet un nouvel essor pour ses paysages. La première partie de la rétrospective, Monet nous délivre un carnet de voyage complet au gré de ses envies et rempli d’émotion intérieure, la lumière occupe la plus grande place, c’est elle qui donne une tonalité chaleureuse.
L’étude de la lumière se retrouve au sein de la section « Figures et portraits ». Bien que les toiles soient de taille plus grande, l’enjeu n’en reste pas moins différent. L’intérêt pour la retranscription de la lumière est très présente dans le Déjeuner sur l’herbe de 1865. Ce tableau a reçu l’encouragement de Courbet (représenté à gauche) et de toute la jeunesse avant-gardiste. Les petites touches de lumières sont le réel sujet. Monet s’attache à la représentation du mouvement dans la lumière qui filtre à travers le feuillage. Monet nous délivre une vision intimiste en cherchant des atmosphères et des visages connus. Il s’intéresse aussi à la nature morte comme le montre le Trophée de chasse de 1862.
C’est le motif des séries qui voit le jour dans rêves et réflexions dans les séries des Meules, des Cathédrale de Rouen ou encore des Peupliers. La répétition du motif n’est qu’un prétexte pour le peintre, l’objet représenté importe bien moins que l’évolution du sujet au cours des heures. Monet en arrivera même à une forme d’abstraction avec Le Pont japonais, peint entre 1918 et 1924. Comme on peut voir, le motif disparaît derrière la force de la couleur et de la touche. À cette période, Monet détruira lui-même certaines toiles de ce type ne comprenant pas comment il a pu les créer. L’exposition se termine par la série mondialement connue des Nymphéas, à Giverny, là où Monet finira ses jours, un havre de paix selon ses dires. Il définit clairement l’objectif de faire réfléchir intérieurement le spectateur, de le retrancher dans son espace. La verdure et le motif des nénuphars appellent à la contemplation et à la sérénité.

### Accès
Le site est desservi par la station de métro Champs-Élysées - Clemenceau. 